# Notonectidae
Notonectidae Latreille, 1802  су породица стеница (Heteroptera), породица која је широко распрострањена.

## Опште одлике
Тело представника ове породице је издуженог, овалног облика, дужине од 5 до 15 mm. Тело је дорзално конвексно, а вентрално конкавно. Врсте ове породице имају крупне сложене очи, антене су трочлане или четворочлане. Рилица је четворочлана, кратка. Мембрана на крилима је без нерава, подељена у два дела. Предње и средње ноге су прилагођене за хватање плена а задње за веслање. Задње тибије и тарзуси су обрасли густим дугим сетама. Пливање на леђима је најупечатљивија особина представника породице Notonectidae, због чега се на енглеском називају  backswimmers.
У Србији је до сада забележено 6 врста из ове породице  и то су:
1. Anisops sardeus Herrich-Schaeffer, 1849
2. Notonecta glauca Linnaeus, 1758 [5]
3. Notonecta lutea Müller, 1776
4. Notonecta maculata Fabricius, 1794 [6]
5. Notonecta obliqua Thunberg, 1787
6. Notonecta viridis Delcourt, 1909